# Alfredo Sánchez Bella
Alfredo Sánchez Bella (Tordesilos, 1916 - Madrid, 1999) était un juriste, diplomate, homme politique, essayiste, professeur d’histoire, journaliste et directeur de banque espagnol.
Phalangiste dans sa jeunesse, il participa à la Guerre civile dans le camp nationaliste, d’abord dans une unité combattante, puis comme responsable de la propagande. Pendant la phase nationale-catholique du franquisme (1945-1957), il se rallia à la démocratie chrétienne, rejoignit l’ANCdP et devint membre de l’Opus Dei. Tout en poursuivant une carrière universitaire comme professeur d’histoire contemporaine, il fut très actif dans des instituts d’études hispaniques, ce qui le qualifia (en dépit du tournant technocratique pris alors par le régime, au détriment de sa famille politique) pour une nomination comme ambassadeur en République dominicaine (1957-1959) et en Colombie (1960-1962). À ce titre, invoquant un passé partagé (« nous étions un seul monde et signifiions quelque chose sur la planète ») et une foi catholique commune, il postula une solidarité hispanique (que les échanges commerciaux devaient contribuer à cimenter) et se fit l’avocat d’une Communauté hispanique des nations, bloc géopolitique transatlantique devant permettre de contourner l’ostracisme international qui frappait alors le régime de Franco et de faire contrepoids à l’influence libérale et matérialiste des États-Unis, et être en même temps le complément (tout en la facilitant) de l’intégration de l’Espagne dans le Marché commun européen. Du reste, s’il avait pris son parti du tournant technocratique de 1957, il resta fidèle aux principes fondamentaux du franquisme (en ce compris l’idée corporatiste) et, devenu titulaire du portefeuille de l’Information et du Tourisme (1969-1973), appliqua avec rigueur les lois sur la presse. Après la transition démocratique, il allait figurer comme critique modéré du nouveau régime politique.

## Biographie

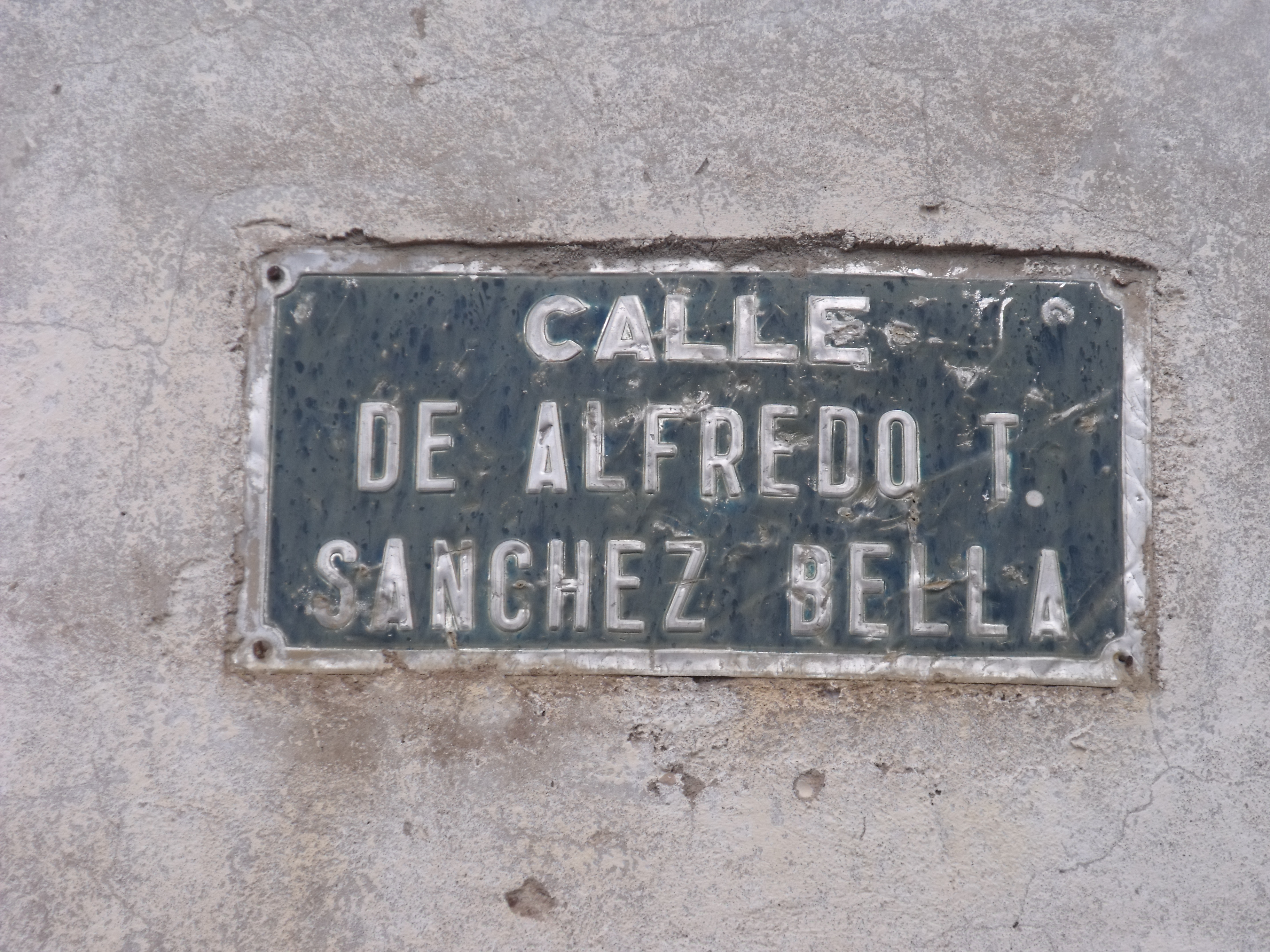
Rue baptisée du nom de Sánchez Bella à Tordesilos, son village natal.

### Jeunes années et Guerre civile
Fils de propriétaires agricoles moyens établis à Tordesilos, bourg de campagne dans l’extrême est de Castille-la-Manche, Sánchez Bella obtint son baccalauréat dans un établissement d’enseignement secondaire à Valence, avant de se diplômer en droit et en philosophie et lettres à l’université de cette même ville, avec mention excellent. Pendant ses années d’étudiant à Valence, c’est-à-dire sous la Seconde République, il exerça comme vice-président de la Fédération des étudiants catholiques et s’affilia à l’Action catholique valencienne, dont il devint un membre fort actif, parvenant à se hisser à la présidence des Jeunesses catholiques de Valence.
Pendant la Guerre civile, il fut incarcéré par les autorités républicaines dans la prison modèle (cárcel Modelo) de Valence. Après sa remise en liberté, il s’enrôla dans l’armée du Front populaire, mais avec le dessein de déserter et de rejoindre le camp insurgé. À partir de 1938, il combattit dans le dénommé Tercio Mola, première bandera (bataillon) de la Phalange, avant de rejoindre la Première Compagnie de radiodiffusion et de se voir confier, dans la suite du conflit, des missions de propagande à la tête de plusieurs journaux et de stations de radio.
Après la Guerre civile, il soutint une thèse de doctorat en histoire à l’université de Madrid. Il s’engagea également dans le journalisme et fut directeur des revues Libertas et Ánimos.

### Parcours d’intellectuel catholique et carrière universitaire
La Guerre civile terminée, Sánchez Bella travailla de 1940 à 1941 comme vice-secrétaire général du Conseil supérieur de la recherche scientifique (CSIC), alors nouvellement créé, ainsi que comme collaborateur à la Section hispanique de l’Institut d’études politiques de Madrid, et de 1941 à 1945 comme sous-directeur du Colegio Mayor Cisneros de l’université complutense, où il dirigeait la revue Cisneros.
Par ailleurs membre de l’Asociación Católica de Propagandistas (ANCdP) et de l’Opus Dei, Sánchez Bella occupa au fil des années les postes de secrétaire général de l’Organisation internationale des universitaires catholiques Pax Romana, de président des Jeunesses diocésaines d’Action catholique de Madrid, et de vice-secrétaire et de directeur de l’Institut de culture hispanique (1948-1956),.
Après avoir échoué en 1942 au concours pour la chaire d’histoire universelle moderne et contemporaine, il enseigna pendant une décennie à la Faculté des sciences politiques et économiques de Madrid, tout en officiant de 1946 à 1956 comme directeur de l’Institut de culture hispanique (dont il avait déjà été secrétaire général et sous-directeur) et en dirigeant Radio Valencia et Radio Levante. Il fonda les revues Mundo Hispánico et Cuadernos Hispanoamericanos, et devint finalement titulaire de la chaire d’histoire et des institutions du monde hispanique à la susnommée Faculté des sciences politiques et économiques.
Sánchez Bella cofonda en 1952 le Centre européen de documentation et d'information (CEDI), mouvement d’empreinte chrétienne et conservatrice œuvrant pour le fédéralisme européen, que présidait Otto de Habsbourg, prétendant attitré au trône impérial d’Autriche-Hongrie. Il s’agissait pour Sánchez Bella d’engager l’Espagne dans le processus de construction européenne, sans pour autant remettre en cause la substance idéologique de son régime politique. À partir de 1976, le CEDI eut à cœur, quoique sans succès, à s’ériger en une Internationale des Partis populaires.

### Positionnement politique: national-catholicisme
Le remaniement gouvernemental du 25 février 1957 marque le changement de cap de la politique économique et internationale du régime, qui bascula ainsi du national-catholicisme autarcique vers une gestion plus technocratique, couplée à une plus grande ouverture économique et internationale (aperturisme) de l’Espagne. Ce revirement se concrétisa par la nomination des technocrates Mariano Navarro Rubio à la tête du ministère des Finances, et d’Alberto Ullastres au Commerce, et aussi par l’éviction du propagandista Alberto Martín-Artajo aux Affaires étrangères, dont le départ entraîna pour le groupe démocrate-chrétien, auquel Sánchez Bella était lié, une notable perte d’influence au sommet de l’État. D’esprit pragmatique, Sánchez Bella se borna à regretter les erreurs commises par son camp politique tout en se proposant de les corriger à l’avenir et de prendre son parti des changements intervenus et des nouvelles circonstances par une collaboration loyale avec les nouveaux membres du gouvernement ; il réaffirma donc sa fidélité au régime et œuvra à approfondir l’institutionnalisation du système corporatiste qui avait alors ses faveurs.
Il prit acte de ce que l’objectif des nouvelles équipes technocrates était bien de perpétuer le régime traditionaliste de Franco, mais en s’appuyant désormais sur une meilleure efficacité de l’État et sur la modernisation économique, et en se référant à l’idée européenne pour arriver à leurs fins. Tout compte fait, Sánchez Bella avait une opinion favorable du nouveau cabinet ministériel, en tant qu’il ouvrait la possibilité de consolider le système politique par le biais d’un Mouvement devenu plus intégrateur, en même temps que par une réforme économique apte à le rendre plus fonctionnel, ce qui à son tour devait dans la suite permettre de consolider le régime dans la perspective de la restauration monarchique, prônée par Sánchez Bella comme solution de continuité. Le but était de parvenir à une imbrication efficace entre les plans économique et politique qui sous-tende des lignes d’action propres à pérenniser les principes fondamentaux du régime franquiste.

### Activité diplomatique
En 1957, Sánchez Bella fut désigné ambassadeur d’Espagne en République dominicaine et exerça cet office jusqu’en 1959, année où il alla rejoindre la délégation espagnole aux Nations unies. Il fut ensuite nommé ambassadeur en Colombie (1960), puis, en octobre 1962, ambassadeur à Rome, occupant ce dernier poste pendant sept ans (de 1962 à 1969), pour ainsi atteindre en 1969 un total de treize années vouées à des missions diplomatiques.

#### Vision d’une entité hispanique spécifique
Grâce à ses attaches avec les milieux intellectuels catholiques en Amérique hispanique, Sánchez Bella fut en mesure de mener, de ses différents postes de décision, des actions diplomatiques sur le continent américain. Il s’engagea activement en faveur du projet, conçu par le ministère espagnol des Affaires étrangères, de mettre en place, de concert avec les États ibéro-américains, une Communauté hispanique des nations, dans le but de contourner le blocus diplomatique décrété en 1946 par l’ONU contre l’Espagne de Franco. Sa tentative d’intégrer l’Espagne dans la Zone latino-américaine de libre-échange à partir de 1957 s’inscrit dans le même effort pour atteindre cet objectif.
Au-delà, il s’agissait aussi d’ériger la Communauté hispanique de nations en un bloc capable de faire pendant à celui emmené par les États-Unis dans la sphère occidentale, en particulier après qu’eurent été conclus les accords de 1953 avec Washington. Si à l’origine, cette stratégie diplomatique avait été pensée pour déjouer l’ostracisme international contre l’Espagne, elle servirait dorénavant aussi à resserrer les liens avec l’Amérique latine en vue de la reconnaissance définitive du régime de Franco par les grandes puissances.
Sánchez Bella était persuadé que l’association avec l’Amérique hispanique pouvait, lors de pourparlers d’adhésion au Marché commun européen, renforcer la position et l’attrait de l’Espagne, comme pays apte à intermédier et à orienter les investissements européens en direction du vaste marché ibéro-américain. Ses différentes initiatives politiques et culturelles des deux côtés de l’Atlantique mettent en lumière l’intime connectivité qu’il y avait dans l’esprit de Sánchez Bella entre les dimensions historiques européiste et atlantiste de l’Espagne,. Cette solution pourrait permettre à l’Espagne, selon Sánchez Bella, à la fois de garder le marché européen comme débouché de ses produits agricoles, et de ne pas risquer de compromettre l’expansion d’une industrie espagnole développée à partir de la fin des années 1940 à l’abri de mesures protectionnistes inspirées de la volonté d’indépendance économique par l’augmentation de la production sur un marché intérieur préservé. À la différence des technocrates au gouvernement, c’est à l’atout latinoaméricain que Sánchez Bella accordait la priorité, arguant que l’Espagne se reconnaissait davantage dans les structures culturelles du catholicisme, lesquelles auraient à régir un bloc géopolitique appelé à faire face, avec sa spécificité propre, à la vision du monde libérale telle que promue par les États-Unis et garantir ledit bloc de toute dérive vers la mentalité utilitaire et l’esprit mercantile d’origine anglosaxonne. Sánchez Bella proposa donc une batterie de mesures propres à amenuiser la puissante influence des États-Unis sur l’aire hispanique du continent américain, mais ne reçut qu’une faible écoute auprès de son ministère de tutelle, qui les considérait, pour certaines, difficilement réalisables, et privilégiait de toute façon le dialogue avec Washington et les pays européens alliés.
L’une des mesures mises en avant par Sánchez Bella était la mise sur pied d’une agence de presse internationale regroupant les différentes agences de presse nationales de la sphère hispanique, mais en y admettant aussi les agences des pays arabes et européens disposés à prêter main-forte à la même ligne éditoriale. Cette agence aurait vocation à diffuser le discours catholique hispaniste, en battant en brèche les arguments du libéralisme et de la doctrine marxiste. Ce projet serait complété par l’idée de Joaquín Ruiz-Giménez de lancer une revue d’orientation catholique, s’adressant à un public hispano-américain cultivé, et dont Sánchez Bella avait d’emblée subordonné la réussite à deux conditions, savoir : 1) que Ruiz Giménez en assume la direction, et 2) qu’elle ne relève d’aucune institution publique, pas même de l’Institut de culture hispanique, afin que soient à tout instant assurées son indépendance et sa liberté de mouvement, en particulier face au pouvoir politique dominicain, que Sánchez Bella considérait insuffisamment impliqué dans sa campagne informationnelle, jugée par lui indispensable pour faire avancer l’association économique et la collaboration institutionnelle qu’il projetait. Sánchez Bella aspirait également à adjoindre à son entreprise l’équipe de rédacteurs d’une défunte revue mexicaine éditée par des jésuites, pour caler le socle de la revue et soustraire les milieux catholiques d’Amérique centrale à — selon ses termes — la « quincaille démagogique » du libéralisme et des thèses de Jacques Maritain, en tant que ce dernier favorisait le processus de laïcisation et œuvrait pour un modèle de chrétienté homogène, au mépris de la spécificité et du contexte historique particulier de la sphère hispanique.
Conjointement au canevas traditionnel des relations avec les pays hispano-américains, il était envisagé de leur donner en outre une dimension plus économique, tendant à accroître les échanges commerciaux dans le cadre d’une façon de marché transatlantique, qui à son tour favoriserait la présence de l’Espagne dans les organisations régionales naissantes en Amérique latine. Sánchez Bella voyait dans les enjeux économiques un moyen de surmonter les obstacles que représentaient les discordances idéologiques entre les États concernés. Cette vision pragmatique allait se trouver corroborée par la chute ultérieure des régimes autoritaires en Colombie, au Venezuela et en Argentine, puis à Cuba et enfin par celle de Trujillo en République dominicaine en 1961. La nouvelle donne qui en résultait commandait une politique davantage centrée sur des considérations pratiques que sur des a priori idéologiques susceptibles de mettre en péril les intérêts espagnols sur le continent,. Dans le souci de préserver ses relations avec les nouveaux gouvernants hispano-américains, mais sans transiger sur l’anticommunisme, le régime franquiste devait à présent mettre davantage l’accent, dans ses rapports avec la communauté latino-américaine, sur la coopération technique et économique.
Ce pragmatisme fut soumis à rude épreuve par la prise de pouvoir des castristes à Cuba en janvier 1959. Quelques-uns des réfugiés cubains afflués en République dominicaine adressèrent à l’ambassade d’Espagne une demande d’asile politique, dont l’octroi pouvait détériorer gravement les relations avec les nouvelles autorités cubaines. Sánchez Bella proposa une solution pratique propre à éluder les divergences idéologiques et tendant à ce qu’un premier contingent soit pris en charge par le Portugal (qui avait peu d’intérêts à Cuba), tandis que l’Espagne accorderait l’asile à un deuxième contingent, composé de militaires et de leurs familles, surtout femmes et enfants, après examen cas par cas pour prévenir les contentieux. Le ministère des Affaires étrangères se rangea à l’avis de Sánchez Bella de refuser l’asile aux hautes personnalités du régime de Batista, non seulement en raison des répercussions possibles sur la position de l’Espagne dans l’île caribéenne, mais aussi compte tenu que lesdites personnalités avaient financé sur fonds publics plusieurs désordres et grèves, à l’unisson de l’incohérence idéologique du régime de Batista, caractérisé, selon les termes de Sánchez Bella, par un opportunisme avide de se doter d’un visage démocratique.

#### Ambassadeur en république dominicaine (1957-1959)
Les relations entre l’Espagne franquiste et la République dominicaine du dictateur Rafael Trujillo étaient empreintes de cordialité — avec invocation récurrente de la commune souche culturelle hispanique — et d’esprit de coopération au service de la défense de la civilisation chrétienne face au communisme. Auparavant, en 1951, Manuel Aznar, représentant diplomatique espagnol en République dominicaine, avait communiqué à Franco un bilan positif de la politique du président Trujillo, soulignant l’existence d’une importante classe moyenne, la discipline financière et la stabilité politique, qui avaient fait de ce pays un pôle d’attraction pour les investissements étrangers. Ce tableau, qui avait éveillé le désir de l’Espagne d’étendre son espace commercial au marché dominicain, avait été repris et magnifié dans un numéro monographique hors-série de la revue Mundo Hispánico, en date de juillet 1954, alors que justement Sánchez Bella se trouvait à la tête de cette publication.
Pendant son mandat d’ambassadeur, Sánchez Bella consentit à collaborer au programme du gouvernement Trujillo visant à dominicaniser la zone frontalière avec Haïti, en accord avec le traité de fixation des limites de 1929. Le programme comportait la construction de postes militaires chargés d’assurer la sécurité des nombreuses nouvelles colonies agricoles, où Sánchez Bella devait concomitamment mettre en œuvre, de concert avec les autorités civiles et ecclésiastiques, un plan de catholicisation, accompagné d’une action missionnaire pilotée depuis l’Espagne par l’évêque Casimiro Morcillo, à l’effet de créer dans la zone un ensemble de points d’ancrage culturels et religieux. Le projet devait préfigurer des initiatives semblables dans d’autres pays latino-américains afin de façonner spirituellement les masses rurales selon les valeurs de l’hispanisme catholique, fondement indispensable, dans l’esprit de Sánchez Bella, pour cimenter la Communauté hispanique des nations.
Les festivités en lien avec l’anniversaire du périple de Christophe Colomb, avec arrivée à Ciudad Trujillo de répliques des caravelles, servirent à Sánchez Bella d’outil de propagande pour contrecarrer les campagnes de presse contre les régimes dominicain et espagnol menées alors avec une vigueur accrue par plusieurs intellectuels espagnols en exil. Il en profita pour relancer son idée d’une plateforme d’information en défense des intérêts de l’Espagne officielle, et pour fustiger au passage l’attitude d’un Dionisio Ridruejo ainsi que de tous ceux qui penchaient pour une politique de la main tendue qui ne faisait que galvaniser les ennemis du régime, d’où l’opportunité, insista-t-il, de s’approprier quelque journal dans la zone antillaise grâce auquel « faire irruption avec la plus grande violence dans ce monde confus [des opposants au régime] » et réagir avec habileté « dialectique » pour neutraliser, selon les termes de Sánchez Bella, les « manœuvres de la gauche libérale-maçonnique ». Il pressa donc les régimes apparentés, au rang desquels il comptait la République dominicaine, la Cuba de Batista, la Nicaragua de Somoza et les gouvernements militaires du Venezuela et du Brésil, de constituer rapidement une équipe de journalistes et d’intellectuels voués à cette tâche, et de financer une Agence internationale de presse, à établir dans les trois pivots du monde hispanique que sont Madrid, Mexico et Buenos Aires. Cette agence serait investie de la mission de déjouer les tentatives d’infiltration d’opposants dans les structures même du régime, notamment par le noyautage des groupes monarchistes de tendance libérale, en vue de se faufiler dans les sphères dirigeantes et de convoyer le mécontentement existant « jusque dans les structures du régime et dans les marges de chaque projet démocrate-chrétien confusionniste ».
Dans l’opinion de Sánchez Bella, l’élément déterminant pour le succès et la pérennité de tout système politique était le soutien de l’opinion publique, et non les actions répressives, qui peuvent aller à rebours du but recherché. Il se trouva dans une position inconfortable lorsqu’il fut amené à devoir louanger l’intervention de quelque cinq cents volontaires espagnols enrôlés par le gouvernement dominicain pour combattre les partis rebelles, tandis que dans le même temps il fit part à son ministère de l’hostilité de la population locale envers cette ingérence indirecte des autorités espagnoles dans les affaires dominicaines. Vu les contrariétés qu’aurait à affronter Madrid dans l’éventualité où le régime de Trujillo s’effondrait, Sánchez Bella soulignait la nécessité d’une certaine prise de distance, à l’instar de l’attitude adoptée naguère dans le cas Batista.

#### Délégation espagnole aux Nations unies (1958)
En septembre 1958, Sánchez Bella mit à profit son mandat de membre de la délégation espagnole à l’Assemblée générale des Nations unies pour intensifier les contacts avec les délégations hispano-américaines, plus particulièrement avec certains acteurs progressistes, afin de lever les obstacles aux efforts conjoints de création d’un bloc hispanique selon les directives espagnoles. La tactique éprouvée de Sánchez Bella consistait à faire prévaloir les intérêts économiques communs, de façon à dépasser les divergences idéologiques.
Sánchez Bella entre-temps priait instamment son ministre de tutelle Castiella de modifier certains aspects de la politique internationale afin d’atténuer ce qu’il percevait comme un suivisme excessif vis-à-vis des grandes puissances occidentales, redoutant qu’une telle attitude ait pour effet de compromettre les liens de l’Espagne avec le monde arabe et hispanophone. Il plaidait pour une politique espagnole propre permettant à l’Espagne — sans pour autant tomber dans un neutralisme susceptible de mettre en danger l’unité des pays occidentaux, nécessaire à la lutte contre le communisme — d’adopter sur certaines questions un positionnement original et indépendant, pour amener un nombre plus grand de pays membres des Nations unies à embrasser le point de vue espagnol et s’assurer de leur appui lors des votes de l’Assemblée générale sur des sujets essentiels intéressant l’Espagne.

### Ministre de l’Information et du Tourisme (1969-1973)
D’octobre 1969 à juin 1973, Sánchez Bella fut titulaire du portefeuille de l’Information et du Tourisme dans le douzième gouvernement de Franco. La politique qu’il mena à ce titre signifia une régression par rapport à la politique d’ouverture (aperturista) de son prédécesseur Manuel Fraga, régression se manifestant en particulier par une application restrictive de la loi sur la presse et sur l’imprimerie telle qu’approuvée en 1966 sous le même Manuel Fraga. Ainsi, s’il consentit à un arrangement face à la situation financière délicate où se trouvait alors le journal Madrid, il finit par ordonner en novembre 1971 la clôture du titre en raison de sérieuses discordances politiques avec la ligne éditoriale du journal. De même, au motif d’infraction aux Principes fondamentaux du Mouvement, il décida la fermeture du journal Nivel, que le journaliste Manuel Martín Ferrand ambitionnait de diriger, et ce après la parution de son premier et unique numéro.
D’autre part, il poursuivit la tâche de superviser le Cabinet de liaison (Gabinete de Enlace), organe interministériel de coordination chargé de centraliser l’information concernant les dénommés « éléments subversifs » dans et hors d’Espagne.
Sous son mandat, un ensemble de mesures furent prises tendant à la régulation du tourisme et propres à mieux préserver les zones côtières. À cette époque, le tourisme entrait dans sa phase d’expansion en Espagne et fut répertorié pour la première fois comme activité industrielle dans la nomenclature du 3e Plan de développement économique et social en 1972.
Toujours sous son mandat de ministre, Sánchez Bella eut à faire face en 1970 à une mobilisation internationale contre la condamnation à mort de six terroristes de l’ETA lors du procès de Burgos. Il fut mis au jour que Sánchez Bella avait tenté de suborner le rapporteur du conseil de guerre ayant à connaître de l’affaire, afin qu’il écarte les peines de mort ; cette démarche lui valut de faire l’objet d’une mise en examen.
En 1973, à l’occasion du remaniement gouvernemental de juin, Sánchez Bella fut démis de ses fonctions ministérielles et nommé à la présidence de la Banco Hipotecario de España.

### Vie personnelle
Sánchez Bella avait épousé Isabel Carswell, avec qui il eut deux enfants, dont le juriste et entrepreneur Alfredo Sánchez-Bella Carswell.

## Distinctions
Sánchez Bella était récipiendaire de la grand-croix du Mérite civil, et des insignes de l’ordre d'Alphonse X le Sage et de l’ordre d'Isabelle la Catholique.

## Publications de Sánchez Bella
- (es) El marqués de Valparaíso, vida y aventura de un hispanoamericano del siglo XVIII.
- (es) El Conde-Duque de Olivares
- (es) La investigación científica en el mundo
- (es) Problemas universitarios y otros ensayos
- (es) La problemática hispanoamericana en la hora presente
- (es) Franco visto por sus ministros (ouvrage collectif, sous la direction d’Ángel Beyod), Barcelone, Planeta, coll. « Espejo de España. Serie Los españoles », 1981, 459 p. (ISBN 978-8432056765), « Alfredo Sánchez Bella ».